# Xiaomi Mi 10T Lite
Xiaomi Mi 10T Lite — смартфон від компанії Xiaomi, що є спрощеною версією Xiaomi Mi 10T. Був представлений 30 вересня 2020 року. 26 листопада того ж року був представлений Redmi Note 9 Pro 5G — Mi 10T Lite для китайського ринку з основною камерою на 108 Мп. 5 січня 2021 року в Індії був представлений Xiaomi Mi 10i, що отримав основну камеру від Redmi Note 9 Pro 5G та дизайн від Mi 10T Lite.

## Дизайн
Задня панель та екран виконані зі скла Corning Gorilla Glass 5. Бокова частина смартфонів виконана з пластику.
За дизайном смартфони відрізняються тільки логотипами («Redmi» в Note 9 Pro 5G та «MI» в Mi 10T Lite і Mi 10i) та кольором нижньої і верхньої частини круглого блоку основної камери (чорний в Redmi Note 9 Pro 5G та під колір корпусу в Mi 10T Lite і Mi 10i).
Знизу знаходяться роз'єм USB-C, динамік, мікрофон та 3.5 мм аудіороз'єм. Зверху розташовані другий мікрофон та ІЧ-порт. З лівого боку розташований слот під 2 SIM-картки. З правого боку розміщені кнопки регулювання гучності та кнопка блокування смартфону, в яку вбудований сканер відбитків пальців.
В Україні Xiaomi Mi 10T Lite продвався в 3 кольорах: Pearl Gray (сірий), Atlantic Blue (синій) та Rose Gold Beach (зелено-золотий).
В Китаї Redmi Note 9 Pro 5G продвався в 3 кольорах: сірому, синьому та зелено-золотому.
В Індії Xiaomi Mi 10i продвався в 3 кольорах: Midnight Black (сірий), Atlantic Blue (синій) та Pacific Sunrise (зелено-золотий).

## Технічні характеристики

### Платформа
Mi 10T Lite — перший смартфон, що отримав процесор Qualcomm Snapdragon 750G з графічним процесором Adreno 619. У Redmi Note 9 Pro 5G та Mi 10i використовується така ж сама платформа.

### Батарея
Батарея отримала об'єм 4820 мА·год та підтримку 33-ватної швидкої зарядки.

### Камера
Mi 10T Lite отримав основну квадрокамеру 64 Мп, f/1.89 (ширококутний) з фазовим автофокусом + 8 Мп, f/2.2 (ультраширококутний) + 2 Мп, f/2.4 (макро) + 2 Мп, f/2.4 (сенсор глибини).
Redmi Note 9 Pro 5G та Mi 10i отримали основну квадрокамеру 108 Мп, f/1.8 (ширококутний) з фазовим автофокусом + 8 Мп, f/2.2 (ультраширококутний) + 2 Мп, f/2.4 (макро) + 2 Мп, f/2.4 (сенсор глибини).
Основна камера всіх моделей вміє записувати відео в роздільній здатності 4K@30fps. Фронтальна камера всіх моделей отримала роздільність 16 Мп, світлосилу f/2.45 (ширококутний) та здатністю запису відео в роздільній здатності 1080p@30fps.

### Екран
Екран IPS LCD, 6.67", FullHD+ (2400 × 1080) зі щільністю пікселів 395 ppi, співвідношенням сторін 20:9, частотою оновлення екрану 120 Гц та круглим вирізом під фронтальну камеру, що знаходиться зверху посередині. Також смартфон отримав технологію AdaptiveSync, що адаптує частоту оновлення екрану до різних сценаріїв користування.

### Звук
Смартфони отримали стереодинаміки. Роль другого динаміка виконує розмовний.

### Пам'ять
Mi 10T Lite продавався в комплектаціях 6/64 та 6/128 ГБ. Версія з 64 ГБ ПЗП отримала тип вбудованої пам'яті UFS 2.1, а версія 128 ГБ — UFS 2.2.
Redmi Note 9 Pro 5G продвався в комплектаціях 6/128, 8/128 та 8/256 ГБ. Всі версії отримали тип вбудованої пам'яті UFS 2.2.
Mi 10i продвався в комплектаціях 6/128 та 8/128 ГБ. Всі версії отримали тип вбудованої пам'яті UFS 2.2.

### Програмне забезпечення
Смартфони були випущені на MIUI 12 на базі Android 10. Були оновлені до MIUI 14 на базі Android 12.